# IC 653
IC 653 ist eine linsenförmige Galaxie mit aktivem Galaxienkern vom Hubble-Typ S0/a im Sternbild Löwe auf der Ekliptik. Sie ist schätzungsweise 241 Millionen Lichtjahre von der Milchstraße entfernt und hat einen Durchmesser von etwa 140.000 Lichtjahren.

Im selben Himmelsareal befindet sich u. a. die Galaxie IC 655.
Das Objekt wurde am 10. April 1893 vom französischen Astronomen Stéphane Javelle entdeckt.